# Sistema español
Sistema español es una película coproducción de Argentina y República Democrática Alemana filmada en colores dirigida por Martín Rejtman sobre su propio guion que comenzó a filmarse en 1988 pero no fue concluida.
El productor alemán, el mismo que había descubierto a Jim Jarmusch, abandonó la filmación cuando ya se llevaban dos semanas de rodaje, por lo que la misma quedó interrumpida.

## Reparto
- Ezequiel Cavia
- Rosario Bléfari
- Cecilia Biagini
- Pablo Ruiz Díaz
- Damián Dreizik
- Néstor Frenkel